# Agyrta
Agyrta este un gen de insecte lepidoptere din familia Arctiidae.

## Specii[1]
- Agyrta aestiva
- Agyrta albisparsa
- Agyrta auxo
- Agyrta bifasciata
- Agyrta chena
- Agyrta collaris
- Agyrta conspicua
- Agyrta cryptoleuca
- Agyrta dichotoma
- Agyrta dux
- Agyrta flavitincta
- Agyrta garleppi
- Agyrta grandimacula
- Agyrta klagesi
- Agyrta lacteicolor
- Agyrta lydia
- Agyrta macasia
- Agyrta mathani
- Agyrta micilia
- Agyrta monoplaga
- Agyrta pandemia
- Agyrta phylla
- Agyrta porphyria
- Agyrta pulchriformis
- Agyrta reyesensis
- Agyrta rothschildi
- Agyrta superba
- Agyrta varuna
- Agyrta vitrea